# Blayne Weaver
Blayne Nutron Weaver (Bossier City, 9 aprile 1976) è un attore e doppiatore statunitense.

## Filmografia parziale

### Attore

#### Televisione
- E.R. - Medici in prima linea - serie TV, 1 episodio (1997)

### Doppiatore
- Ritorno all'Isola che non c'è (2002)
- House of Mouse - Il Topoclub - serie TV, 2 episodi (2002)
- Il re leone 3 - Hakuna Matata (2004)

## Doppiatori italiani
- Alessio De Filippis in Ritorno all'Isola che non c'è, House of Mouse - Il Topoclub